# Rodinný hřbitov Czerninů
Rodinný hřbitov Czerninů je ohrazené pohřebiště české linie hrabat z Colloredo-Wallsee a vinořské a dymokurské linie Czerninů z Chudenic v Dymokurech v okrese Nymburk. Nachází se jižně od kostela Zvěstování Panny Marie v parkové části návsi poblíž křižovatky ulic Osvobození a 1. máje. Má podobu kruhového pahorku o průměru přibližně dvaceti metrů, který je navýšen asi 1,5 metru nad okolní terén. Schodiště a vchod je na jižní straně. Po obvodu jsou vysázeny dřeviny, např. tisy. Areál hřbitova je oplocen prostým drátěným pletivem. Hřbitov byl založen na konci 18. století a byl určen pro urozené majitele dymokurského panství, později velkostatku se zámkem a jejich příbuzné. Pohřebiště je v majetku rodu Czerninů. Poslední pohřeb se konal v roce 2015. 

## Historie
Panství Dymokury se dostalo do majetku Colloredů v roce 1673, kdy ho zakoupil Ludvík z Colloredo-Wallsee (1631–1693), druhý držitel colloredského fideikomisu Opočno, od Anny Marie Františky z Martinic (1652–1694), vdovy po Janu Lambertu z Lamboy (1644–1669). Ludvíkova jediná dcera Marie Antonie (1672–1736), provdaná za Leopolda Filipa z Montecuccoli (1662–1698), zůstala bezdětná, proto odkázala Dymokury svému vzdálenému příbuznému Kamilovi II. z Colloredo-Wallsee (1712–1797).
Pohřebiště v Dymokurech vzniklo za vlády císaře Josefa II. (vládl 1765/1780–1790) v souvislosti s jeho reformami. Forma hřbitovního areálu s jednotlivými hroby je unikátní. Aristokracie si převážně nechávala postavit hrobní kaple s kryptou.
Kamilův vnuk Josef z Colloredo-Wallsee (1773–1815) měl jedinou dceru Rosinu (1815–1874), která se v roce 1833 provdala za Otakara Evžena Czernina z Chudenic (1809–1886). Tak Dymokury přešly do majetku Czerninů. Příslušníci vinořské větve Czerninů bývali pohřbíváni v klasicistní rodinné hrobce postavené v první polovině 19. století ve Vinoři. O vinořský zámek a hrobku Czerninové po vyhlášení republiky v roce 1918 přišli, proto se v Dymokurech navázalo na pohřbívání na rodinném hřbitově Colloredů.

## Seznam pohřbených
Seznam vychází z matričních zápisů a soupisu na stránkách Royalty (Travel) Guide. Colloredové bývali také pohřbíváni v klášterním kostele sv. Jeronýma u františkánů ve Vídni nebo v kostele Nejsvětější Trojice v Opočně. Mezi další czerninská pohřebiště patří kostel sv. Jakuba v Jindřichově Hradci, hrobka Czerninů v Praze-Vinoři a kaple sv. Vojtěcha ve Vrchlabí.

### Chronologicky podle data úmrtí
V tabulce jsou uvedeny základní informace o pohřbených. Modře jsou vyznačeni příslušníci rodu Colloredo-Wallsee, fialově rodu Czerninů. Žlutě jsou vyznačeny manželky z jiných rodů, pokud zde byly pohřbeny, a jejich příbuzní. Červeně jsou zvýrazněni majitelé panství a později statku Vinoř. Generace u Colloredů jsou počítány od Duringa z Melsu († po 1126). V roce 1588 získala větev Colloredo-Wallsee rakouský stav svobodných pánů, v roce 1591 jim byl potvrzen i v Říši. V roce 1724 byli povýšeni do říšského hraběcího stavu. Přestože jsou předkové Czerninů připomínáni už ve 12. století, zde jsou generace počítány až od Humprechta Czernina (1447 – po 1499). U manželek z obou rodů je generace v závorce a týká se generace manžela, u Augusty Westphalenové z Fürstenbergu se jedná o generaci sestry. Děti jsou vypsány v poznámce u matky, avšak pokud byla matka pohřbena jinde, jsou děti uvedeny v poznámce u otce.
| Po-řadí | Gene-race | Jméno pohřbeného                                      | Datum a místo narození              | Otec                                                                                        | Datum a místo sňatku, choť                                                                                                | Pohřeb a uložení do hrobky | Poznámky |
| Po-řadí | Gene-race | Jméno pohřbeného                                      | Datum a místo úmrtí                 | Matka                                                                                       | Datum a místo sňatku, choť                                                                                                | Pohřeb a uložení do hrobky | Poznámky |
| ------- | --------- | ----------------------------------------------------- | ----------------------------------- | ------------------------------------------------------------------------------------------- | --- | --- | --- |
| 1.      | (14.)     | Marie Eleonora Bruntálská z Vrbna                     | 2. 7. 1740 nebo 1742                | Josef Václav František Bruntálský z Vrbna 27. 9. 1709 – 20. 7. 1755                         | 19. 4. 1762: František Karel z Colloredo-Wallsee (č. 2)                                                                   | | Zemřela ve věku 45 let. Narodily se jí následující děti: - 1. Marie Terezie Eleonora, provd. z Kuefsteinu (1763–1800) - 2. Marie Eleonora, provd. z Hartigu (1764–1818) - 3. Jan Nepomuk (1768–1848) - 4. Josef (1773–1815; č. 3) |
| 1.      | (14.)     | Marie Eleonora Bruntálská z Vrbna                     | 6. 4. 1789 Vídeň                    | Marie Eleonora z Mansfeld-Vorderortu 28. 8. 1710 – 10. 9. 1761 Vídeň                        | 19. 4. 1762: František Karel z Colloredo-Wallsee (č. 2)                                                                   | | Zemřela ve věku 45 let. Narodily se jí následující děti: - 1. Marie Terezie Eleonora, provd. z Kuefsteinu (1763–1800) - 2. Marie Eleonora, provd. z Hartigu (1764–1818) - 3. Jan Nepomuk (1768–1848) - 4. Josef (1773–1815; č. 3) |
| 2.      | 14.       | František Karel z Colloredo-Wallsee                   | 23. 5. 1736 Vídeň                   | Kamil II. z Colloredo-Wallsee 18. 9. 1712 – 21. 12. 1797                                    | 19. 4. 1762: Marie Eleonora Bruntálská z Vrbna (č. 1)                                                                     | | Skutečný tajný rada, kabinetní a konferenční ministr, nejvyšší císařský komorník (1796–1806) rytíř rakouského Řádu zlatého rouna (1790). Majitel panství Dymokury, Smidary a Hlušice. Zemřel ve věku 69 let na zápal plic. V druhém manželství se mu narodily děti: - 5. František de Paula (1799–1859; pohřben v Inzersdorfu an der Traisen), velvyslanec, poslední příslušník české větve - 6. Karolína, provd. z Falkenhaynu (1802–1835) |
| 2.      | 14.       | František Karel z Colloredo-Wallsee                   | 10. 3. 1806 Vídeň                   | Marie Františka z Wolfsthalu                                                                | Marie Viktorie Folliot de Crenneville 14. 8. 1766 – 19. 10. 1845 Vídeň                                                    | | Skutečný tajný rada, kabinetní a konferenční ministr, nejvyšší císařský komorník (1796–1806) rytíř rakouského Řádu zlatého rouna (1790). Majitel panství Dymokury, Smidary a Hlušice. Zemřel ve věku 69 let na zápal plic. V druhém manželství se mu narodily děti: - 5. František de Paula (1799–1859; pohřben v Inzersdorfu an der Traisen), velvyslanec, poslední příslušník české větve - 6. Karolína, provd. z Falkenhaynu (1802–1835) |
| 3.      | 15.       | Josef z Colloredo-Wallsee                             | 29. 7. 1773                         | František Karel z Colloredo-Wallsee (č. 2)                                                  | 15. 10. 1814: Rosina Hartmannová z Klarsteinu (č. 4)                                                                      | Pohřben 30. 1. 1815. | C. k. generálmajor, rytíř Maltézského řádu. Majitel panství Dymokury, Smidary a Hlušice. Zemřel ve věku 41 let na vnější sněť. |
| 3.      | 15.       | Josef z Colloredo-Wallsee                             | 25. 1. 1815 Praha-Malá Strana       | Marie Eleonora Bruntálská z Vrbna (č. 1)                                                    | 15. 10. 1814: Rosina Hartmannová z Klarsteinu (č. 4)                                                                      | Pohřben 30. 1. 1815. | C. k. generálmajor, rytíř Maltézského řádu. Majitel panství Dymokury, Smidary a Hlušice. Zemřel ve věku 41 let na vnější sněť. |
| 4.      | (15.)     | Rosina Hartmannová z Klarsteinu                       | 27. 10. 1789                        | Jan Prokop Hartmann z Klarsteinu 21. 12. 1760 Praha – 2. 4. 1850                            | 15. 10. 1814: Josef z Colloredo-Wallsee (č. 3)                                                                            | Vykropena v Praze, odtamtud mrtvola převezena 23. 3. 1869 a pohřbena 24. 3. v Dymokurech. | Zemřela ve věku 79 na ochrnutí mozku. Narodila se jí dcera: - Rosina, provd. Czerninová (1815–1874; pohřbena v hrobce Czerninů ve Vinoři), majitelka Dymokur |
| 4.      | (15.)     | Rosina Hartmannová z Klarsteinu                       | 21. 3. 1869 Praha-Staré Město       | Marie Viktorie z Kaunitz 30. 12. 1751 Praha – 20. 12. 1796                                  | Bedřich Cavriani 1789–1859                                                                                                | Vykropena v Praze, odtamtud mrtvola převezena 23. 3. 1869 a pohřbena 24. 3. v Dymokurech. | Zemřela ve věku 79 na ochrnutí mozku. Narodila se jí dcera: - Rosina, provd. Czerninová (1815–1874; pohřbena v hrobce Czerninů ve Vinoři), majitelka Dymokur |
| 5.      | (12.)     | Anna Marie Westphalenová z Fürstenbergu               | 13. 3. 1850 Laer                    | Oto František Westphalen z Fürstenbergu 26. 6. 1807 Praha – 13. 10. 1856 Karlovy Vary       | 10. 8. 1870: Děpold (Theobald) Czernin z Chudenic 1. 5. 1836 Praha – 6. 11. 1893 Dymokury                                 | | Dáma Řádu hvězdového kříže (1883). Narodily se jí následující děti: - 1. Děpold Josef (1871–1931; č. 7) - 2. Ottokar (1872–1932; pohřben v Bad Aussee), ministr zahraničí Rakousko-Uherska (1916–1918), spravoval Vinoř - 3. Marie Rosina (1874–1918; pohřbena v hrobce Czerninů ve Vinoři) - 4. Otto Rudolf (1875–1962; pohřben na Aigenském hřbitově v Salcburku), diplomat - 5. Bedřich Karel (1877–1907; pohřben v hrobce Czerninů ve Vinoři) - 6. Pavel Bedřich (1879–1938; pohřben na hřbitově v Altaussee) - 7. Josef Děpold (1888–1907; pohřben v hrobce Czerninů ve Vinoři) Manžel byl pohřben v hrobce Czerninů ve Vinoři. |
| 5.      | (12.)     | Anna Marie Westphalenová z Fürstenbergu               | 15. 5. 1924 Hlušice                 | Kristiana Karolína z Canitz-Dallwitz 23. 2. 1824 Berlín – 28. 6. 1880 Ústí nad Labem-Svádov | 10. 8. 1870: Děpold (Theobald) Czernin z Chudenic 1. 5. 1836 Praha – 6. 11. 1893 Dymokury                                 | | Dáma Řádu hvězdového kříže (1883). Narodily se jí následující děti: - 1. Děpold Josef (1871–1931; č. 7) - 2. Ottokar (1872–1932; pohřben v Bad Aussee), ministr zahraničí Rakousko-Uherska (1916–1918), spravoval Vinoř - 3. Marie Rosina (1874–1918; pohřbena v hrobce Czerninů ve Vinoři) - 4. Otto Rudolf (1875–1962; pohřben na Aigenském hřbitově v Salcburku), diplomat - 5. Bedřich Karel (1877–1907; pohřben v hrobce Czerninů ve Vinoři) - 6. Pavel Bedřich (1879–1938; pohřben na hřbitově v Altaussee) - 7. Josef Děpold (1888–1907; pohřben v hrobce Czerninů ve Vinoři) Manžel byl pohřben v hrobce Czerninů ve Vinoři. |
| 6.      | (12.)     | Augusta Westphalenová z Fürstenbergu                  | 24. 8. 1853 Laer                    | Oto František Westphalen z Fürstenbergu 26. 6. 1807 Praha – 13. 10. 1856 Karlovy Vary       | | | |
| 6.      | (12.)     | Augusta Westphalenová z Fürstenbergu                  | 26. 10. 1931 Dymokury               | Kristiana Karolína z Canitz-Dallwitz 23. 2. 1824 Berlín – 28. 6. 1880 Ústí nad Labem-Svádov | | | |
| 7.      | 13.       | Děpold (Theobald) Josef Czernin                       | 3. 6. 1871 Dymokury                 | Děpold (Theobald) Czernin z Chudenic 1. 5. 1836 Praha – 6. 11. 1893 Dymokury                | 31. 8. 1903 Vídeň: Marie Anna Kinská z Vchynic a Tetova (č. 9)                                                            | | Zakladatel dymokurské linie. C. k. komoří (1897), nadporučík dragounů v záloze, doživotní člen Panské sněmovny rakouské Říšské rady (1917–1918). Majitel statků Dymokury a Hlušice. |
| 7.      | 13.       | Děpold (Theobald) Josef Czernin                       | 24. 12. 1931 Praha                  | Anna Marie Westphalenová z Fürstenbergu (č. 5)                                              | 31. 8. 1903 Vídeň: Marie Anna Kinská z Vchynic a Tetova (č. 9)                                                            | | Zakladatel dymokurské linie. C. k. komoří (1897), nadporučík dragounů v záloze, doživotní člen Panské sněmovny rakouské Říšské rady (1917–1918). Majitel statků Dymokury a Hlušice. |
| 8.      | 14.       | Humprecht Czernin                                     | 9. 2. 1909 Dymokury                 | Děpold (Theobald) Josef Czernin (č. 7)                                                      | 3. 5. 1939 Praha: Maria Ida z Lobkowicz 15. 10. 1917 Dolní Beřkovice – 3. 6. 2002 Vicenza                                 | | Signatář Deklarace české šlechty ze září 1939. Majitel statku Hlušice (1931–1942/1944). Oběť nacistického režimu. Manželka byla pohřbena ve Vicenze. |
| 8.      | 14.       | Humprecht Czernin                                     | 19. 9. 1944 sanatorium Pleš u Prahy | Marie Anna Czerninová, roz. Kinská z Vchynic a Tetova (č. 9)                                | 3. 5. 1939 Praha: Maria Ida z Lobkowicz 15. 10. 1917 Dolní Beřkovice – 3. 6. 2002 Vicenza                                 | | Signatář Deklarace české šlechty ze září 1939. Majitel statku Hlušice (1931–1942/1944). Oběť nacistického režimu. Manželka byla pohřbena ve Vicenze. |
| 9.      | (13.)     | Marie Anna Czerninová, roz. Kinská z Vchynic a Tetova | 21. 5. 1885 Seebarn                 | Rudolf Ferdinand Kinský 11. 12. 1859 Heřmanův Městec – 13. 3. 1930 Lysá nad Labem           | 31. 8. 1903 Vídeň: Děpold (Theobald) Josef Czernin                                                                        | | Dáma Řádu hvězdového kříže (1904). Narodily se jí následující děti: - 1. Rudolf Theobald (1904–1984; č. 10) - 2. Anna Maria Emma, provd. Strachwitz von Groß-Zauche und Camminetz (1905–1993) - 3. Maria Felicitas (1906–1994; č. 13) - 4. Humprecht (1909–1944; č. 8) - 5. Emma (*/† 1911) - 6. Gabriele Maria, provd. z Lobkowicz a podruhé Staffová (1913–1995) - 7. Jan Nepomuk Děpold – Páter Václav (1915–1967), premonstrát |
| 9.      | (13.)     | Marie Anna Czerninová, roz. Kinská z Vchynic a Tetova | 3. 7. 1952 Praha                    | Maria Gabriela von Wilczek 24. 12. 1858 Paříž – 27. 3. 1938 Kremsegg                        | 31. 8. 1903 Vídeň: Děpold (Theobald) Josef Czernin                                                                        | | Dáma Řádu hvězdového kříže (1904). Narodily se jí následující děti: - 1. Rudolf Theobald (1904–1984; č. 10) - 2. Anna Maria Emma, provd. Strachwitz von Groß-Zauche und Camminetz (1905–1993) - 3. Maria Felicitas (1906–1994; č. 13) - 4. Humprecht (1909–1944; č. 8) - 5. Emma (*/† 1911) - 6. Gabriele Maria, provd. z Lobkowicz a podruhé Staffová (1913–1995) - 7. Jan Nepomuk Děpold – Páter Václav (1915–1967), premonstrát |
| 10.     | 14.       | Rudolf Theobald Czernin                               | 25. 8. 1904 Dymokury                | Děpold (Theobald) Josef Czernin (č. 7)                                                      | 17. 9. 1935 Budapešť: Friederike z Wenckheimu (č. 11)                                                                     | | 2. hlava dymokurské linie (1931–1984). Čestný rytíř Maltézského řádu. Majitel statku Dymokury (1931–1943/1952). Aktér a signatář všech tří Deklarací české šlechty z let 1938 a 1939. Byl perzekvován nacisty i komunisty. V roce 1964 emigroval do Rakouska. |
| 10.     | 14.       | Rudolf Theobald Czernin                               | 16. 5. 1984 Vídeň                   | Marie Anna Czerninová, roz. Kinská z Vchynic a Tetova (č. 9)                                | 17. 9. 1935 Budapešť: Friederike z Wenckheimu (č. 11)                                                                     | | 2. hlava dymokurské linie (1931–1984). Čestný rytíř Maltézského řádu. Majitel statku Dymokury (1931–1943/1952). Aktér a signatář všech tří Deklarací české šlechty z let 1938 a 1939. Byl perzekvován nacisty i komunisty. V roce 1964 emigroval do Rakouska. |
| 11.     | (14.)     | Friederike Czerninová, roz. z Wenckheimu              | 6. 1. 1911 Budapešť                 | Dionysius (Dénes) z Wenckheimu 17. 10. 1861 Vídeň – 11. 10. 1933 Doboz, Maďarsko            | 17. 9. 1935 Budapešť: Rudolf Theobald Czernin (č. 10)                                                                     | | V roce 1964 emigrovala s manželem a synem Divišem do Rakouska. Narodily se jí následující děti: - 1. Theobald (1936–2015; č. 14) - 2. Rosina, provdaná Machková a podruhé Höschová (* 1939) - 3. Diviš (* 1942) |
| 11.     | (14.)     | Friederike Czerninová, roz. z Wenckheimu              | 5. 7. 1991 Vídeň                    | Friederike z Wenckheimu 29. 5. 1873 Budapešť – 16. 10. 1957                                 | 17. 9. 1935 Budapešť: Rudolf Theobald Czernin (č. 10)                                                                     | | V roce 1964 emigrovala s manželem a synem Divišem do Rakouska. Narodily se jí následující děti: - 1. Theobald (1936–2015; č. 14) - 2. Rosina, provdaná Machková a podruhé Höschová (* 1939) - 3. Diviš (* 1942) |
| 12.     | 14.       | Edmund Czernin                                        | 31. 5. 1907 Sofie                   | Otto Rudolf Czernin 27. 8. 1875 Dymokury – 14. 6. 1962 Salcburk                             | 12. 11. 1957 Évora, Portugalsko: Maria del Carmo de Almeida e Noronha de Azevedo Coutinho * 18. 9. 1927 Cascais, Portugal | | M. A., poručík v záloze, čestný rytíř Maltézského řádu. |
| 12.     | 14.       | Edmund Czernin                                        | 13. 10. 1994 Salcburk               | Lucy Katherine Beckett 10.6.1884 Kirkstall, Velká Británie – 25. 3. 1979 Lisabon            | 12. 11. 1957 Évora, Portugalsko: Maria del Carmo de Almeida e Noronha de Azevedo Coutinho * 18. 9. 1927 Cascais, Portugal | | M. A., poručík v záloze, čestný rytíř Maltézského řádu. |
| 13.     | 14.       | Marie Felicitas Czerninová                            | 20. 11. 1909 Dymokury               | Děpold (Theobald) Josef Czernin (č. 7)                                                      | | | Dáma Řádu hvězdového kříže, dáma Maltézského řádu. |
| 13.     | 14.       | Marie Felicitas Czerninová                            | 5. 12. 1994 Vídeň                   | Marie Anna Czerninová, roz. Kinská z Vchynic a Tetova (č. 9)                                | | | Dáma Řádu hvězdového kříže, dáma Maltézského řádu. |
| 14.     | 15.       | Theobald Czernin                                      | 7. 7. 1936 Praha                    | Rudolf Theobald Czernin (č. 10)                                                             | 22. 4. 1961 Vejprnice: Polyxena Lobkowiczová * 28. 4. 1941 Praha                                                          | Poslední rozloučení se konalo 28. 7. 2015 v kostele Zvěstování Panny Marie v Dymokurech, poté byla rakev s ostatky uložena do rodinného hrobu. Zádušní mše se konala 5. 8. v kostele Panny Marie pod řetězem v Praze. | 3. hlava dymokurské linie (1984–2015). Čestný rytíř Maltézského řádu, majitel statku Dymokury. Byl perzekvován pro svůj šlechtický původ. Nesměl vystudovat, vyučil se zedníkem. Po absolvování vojenské služby u Pomocných technických praporů pracoval jako řidič nákladního automobilu, později jako řidič sanitky. Narodily se mu následující děti: - 1. Tomáš (* 1962), 4. hlava dymokurské linie (od roku 2015) - 2. Tereza, provdaná Koch (* 1964) - 3. Děpold (* 1969) - 4. Jan (* 1972) - 5. Gabriela, provdaná Kliegl (* 1975)                                                                                             |
| 14.     | 15.       | Theobald Czernin                                      | 12. 7. 2015 Praha                   | Friederike z Wenckheimu (č. 11)                                                             | 22. 4. 1961 Vejprnice: Polyxena Lobkowiczová * 28. 4. 1941 Praha                                                          | Poslední rozloučení se konalo 28. 7. 2015 v kostele Zvěstování Panny Marie v Dymokurech, poté byla rakev s ostatky uložena do rodinného hrobu. Zádušní mše se konala 5. 8. v kostele Panny Marie pod řetězem v Praze. | 3. hlava dymokurské linie (1984–2015). Čestný rytíř Maltézského řádu, majitel statku Dymokury. Byl perzekvován pro svůj šlechtický původ. Nesměl vystudovat, vyučil se zedníkem. Po absolvování vojenské služby u Pomocných technických praporů pracoval jako řidič nákladního automobilu, později jako řidič sanitky. Narodily se mu následující děti: - 1. Tomáš (* 1962), 4. hlava dymokurské linie (od roku 2015) - 2. Tereza, provdaná Koch (* 1964) - 3. Děpold (* 1969) - 4. Jan (* 1972) - 5. Gabriela, provdaná Kliegl (* 1975)                                                                                             |

### Příbuzenské vztahy pohřbených
Následující schéma znázorňuje příbuzenské vztahy Colloredů a Czerninů. Červeně orámovaní byli pohřbeni v hrobce, arabské číslice odpovídají pořadí úmrtí podle předchozí tabulky. Římské číslice představují pořadí manžela nebo manželky, pokud někdo vstoupil do manželství více než jednou. Zeleným orámováním je zvýrazněn Jan Rudolf Czernin z Chudenic (1757–1845), 3. vladař domu hradeckého a chudenického, a Wolfgang Maria Czernin (1766–1813), pán na Vinoři, jimiž se nedrahovická větev Czerninů rozdělila na dvě linie. Modře je zvýrazněn Ottokar Czernin (1872–1932), ministr zahraničních věcí Rakousko-Uherska, a oranžově Manfred Czernin (1913–1962), letecké eso RAF za 2. světové války. Vzhledem k účelu schématu se nejedná o kompletní rodokmen.
|                                                    |                                                    |                                                    |                                                    |                                                    |                                                    |                                                  |                                                  | I. František Josef Czernin 1697–1733                     | I. František Josef Czernin 1697–1733                     | I. František Josef Czernin 1697–1733                     | I. František Josef Czernin 1697–1733                     | I. František Josef Czernin 1697–1733                     | I. František Josef Czernin 1697–1733                     |                                          |                                          | Isabela Marie de Merode-Westerloo 1703–1780     | Isabela Marie de Merode-Westerloo 1703–1780     | Isabela Marie de Merode-Westerloo 1703–1780     | Isabela Marie de Merode-Westerloo 1703–1780     | Isabela Marie de Merode-Westerloo 1703–1780     | Isabela Marie de Merode-Westerloo 1703–1780     |                                            |                                            | II. František Antonín Czernin 1710–1739    | II. František Antonín Czernin 1710–1739    | II. František Antonín Czernin 1710–1739   | II. František Antonín Czernin 1710–1739   | II. František Antonín Czernin 1710–1739   | II. František Antonín Czernin 1710–1739   |  |  |                                                      |                                                      |                                                      |                                                      | Kamil II. z Colloredo-Wallsee 1712–1797              | Kamil II. z Colloredo-Wallsee 1712–1797              | Kamil II. z Colloredo-Wallsee 1712–1797 | Kamil II. z Colloredo-Wallsee 1712–1797 | Kamil II. z Colloredo-Wallsee 1712–1797            | Kamil II. z Colloredo-Wallsee 1712–1797            |                                                    |                                                    | Marie Františka z Wolfsthalu                       | Marie Františka z Wolfsthalu                       | Marie Františka z Wolfsthalu | Marie Františka z Wolfsthalu | Marie Františka z Wolfsthalu                       | Marie Františka z Wolfsthalu                       |                                                    |                                                    |                                                    |                                                    |                                                   |                                                   |                                                                 |                                                                 |                                                                 |                                                                 |                                                                 |                                                                 |                                                |                                                |                                                |                                                |                                                |                                                |                                                |                                                |  |  |                               |                               |                               |                               |                               |                               |  |  |
|                                                    |                                                    |                                                    |                                                    |                                                    |                                                    |                                                  |                                                  | I. František Josef Czernin 1697–1733                     | I. František Josef Czernin 1697–1733                     | I. František Josef Czernin 1697–1733                     | I. František Josef Czernin 1697–1733                     | I. František Josef Czernin 1697–1733                     | I. František Josef Czernin 1697–1733                     |                                          |                                          | Isabela Marie de Merode-Westerloo 1703–1780     | Isabela Marie de Merode-Westerloo 1703–1780     | Isabela Marie de Merode-Westerloo 1703–1780     | Isabela Marie de Merode-Westerloo 1703–1780     | Isabela Marie de Merode-Westerloo 1703–1780     | Isabela Marie de Merode-Westerloo 1703–1780     |                                            |                                            | II. František Antonín Czernin 1710–1739    | II. František Antonín Czernin 1710–1739    | II. František Antonín Czernin 1710–1739   | II. František Antonín Czernin 1710–1739   | II. František Antonín Czernin 1710–1739   | II. František Antonín Czernin 1710–1739   |  |  |                                                      |                                                      |                                                      |                                                      | Kamil II. z Colloredo-Wallsee 1712–1797              | Kamil II. z Colloredo-Wallsee 1712–1797              | Kamil II. z Colloredo-Wallsee 1712–1797 | Kamil II. z Colloredo-Wallsee 1712–1797 | Kamil II. z Colloredo-Wallsee 1712–1797            | Kamil II. z Colloredo-Wallsee 1712–1797            |                                                    |                                                    | Marie Františka z Wolfsthalu                       | Marie Františka z Wolfsthalu                       | Marie Františka z Wolfsthalu | Marie Františka z Wolfsthalu | Marie Františka z Wolfsthalu                       | Marie Františka z Wolfsthalu                       |                                                    |                                                    |                                                    |                                                    |                                                   |                                                   |                                                                 |                                                                 |                                                                 |                                                                 |                                                                 |                                                                 |                                                |                                                |                                                |                                                |                                                |                                                |                                                |                                                |  |  |                               |                               |                               |                               |                               |                               |  |  |
|                                                    |                                                    |                                                    |                                                    |                                                    |                                                    |                                                  |                                                  |                                                          |                                                          |                                                          |                                                          |                                                          |                                                          |                                          |                                          |                                                 |                                                 |                                                 |                                                 |                                                 |                                                 |                                            |                                            |                                            |                                            |                                           |                                           |                                           |                                           |  |  |                                                      |                                                      |                                                      |                                                      |                                                      |                                                      |                                         |                                         |                                                    |                                                    |                                                    |                                                    |                                                    |                                                    |                              |                              |                                                    |                                                    |                                                    |                                                    |                                                    |                                                    |                                                   |                                                   |                                                                 |                                                                 |                                                                 |                                                                 |                                                                 |                                                                 |                                                |                                                |                                                |                                                |                                                |                                                |                                                |                                                |  |  |                               |                               |                               |                               |                               |                               |  |  |
|                                                    |                                                    |                                                    |                                                    |                                                    |                                                    |                                                  |                                                  |                                                          |                                                          |                                                          |                                                          |                                                          |                                                          |                                          |                                          |                                                 |                                                 |                                                 |                                                 |                                                 |                                                 |                                            |                                            |                                            |                                            |                                           |                                           |                                           |                                           |  |  |                                                      |                                                      |                                                      |                                                      |                                                      |                                                      |                                         |                                         |                                                    |                                                    |                                                    |                                                    |                                                    |                                                    |                              |                              |                                                    |                                                    |                                                    |                                                    |                                                    |                                                    |                                                   |                                                   |                                                                 |                                                                 |                                                                 |                                                                 |                                                                 |                                                                 |                                                |                                                |                                                |                                                |                                                |                                                |                                                |                                                |  |  |                               |                               |                               |                               |                               |                               |  |  |
|                                                    |                                                    |                                                    |                                                    | I. Gundakara Marie Antonie z Colloreda 1728–1757   | I. Gundakara Marie Antonie z Colloreda 1728–1757   | I. Gundakara Marie Antonie z Colloreda 1728–1757 | I. Gundakara Marie Antonie z Colloreda 1728–1757 | I. Gundakara Marie Antonie z Colloreda 1728–1757         | I. Gundakara Marie Antonie z Colloreda 1728–1757         |                                                          |                                                          | Prokop Vojtěch Czernin z Chudenic † 1777                 | Prokop Vojtěch Czernin z Chudenic † 1777                 | Prokop Vojtěch Czernin z Chudenic † 1777 | Prokop Vojtěch Czernin z Chudenic † 1777 | Prokop Vojtěch Czernin z Chudenic † 1777        | Prokop Vojtěch Czernin z Chudenic † 1777        |                                                 |                                                 | II. Marie Tereza Rajská z Dubnic 1736–1780      | II. Marie Tereza Rajská z Dubnic 1736–1780      | II. Marie Tereza Rajská z Dubnic 1736–1780 | II. Marie Tereza Rajská z Dubnic 1736–1780 | II. Marie Tereza Rajská z Dubnic 1736–1780 | II. Marie Tereza Rajská z Dubnic 1736–1780 |                                           |                                           |                                           |                                           |  |  | I. 1. Marie Eleonora Bruntálská z Vrbna 1740/42–1789 | I. 1. Marie Eleonora Bruntálská z Vrbna 1740/42–1789 | I. 1. Marie Eleonora Bruntálská z Vrbna 1740/42–1789 | I. 1. Marie Eleonora Bruntálská z Vrbna 1740/42–1789 | I. 1. Marie Eleonora Bruntálská z Vrbna 1740/42–1789 | I. 1. Marie Eleonora Bruntálská z Vrbna 1740/42–1789 |                                         |                                         | 2. František Karel z Colloredo-Wallsee 1736–1806   | 2. František Karel z Colloredo-Wallsee 1736–1806   | 2. František Karel z Colloredo-Wallsee 1736–1806   | 2. František Karel z Colloredo-Wallsee 1736–1806   | 2. František Karel z Colloredo-Wallsee 1736–1806   | 2. František Karel z Colloredo-Wallsee 1736–1806   |                              |                              | II. Marie Viktorie z Folliot-Crenneville 1766–1845 | II. Marie Viktorie z Folliot-Crenneville 1766–1845 | II. Marie Viktorie z Folliot-Crenneville 1766–1845 | II. Marie Viktorie z Folliot-Crenneville 1766–1845 | II. Marie Viktorie z Folliot-Crenneville 1766–1845 | II. Marie Viktorie z Folliot-Crenneville 1766–1845 |                                                   |                                                   |                                                                 |                                                                 |                                                                 |                                                                 |                                                                 |                                                                 |                                                |                                                |                                                |                                                |                                                |                                                |                                                |                                                |  |  |                               |                               |                               |                               |                               |                               |  |  |
|                                                    |                                                    |                                                    |                                                    | I. Gundakara Marie Antonie z Colloreda 1728–1757   | I. Gundakara Marie Antonie z Colloreda 1728–1757   | I. Gundakara Marie Antonie z Colloreda 1728–1757 | I. Gundakara Marie Antonie z Colloreda 1728–1757 | I. Gundakara Marie Antonie z Colloreda 1728–1757         | I. Gundakara Marie Antonie z Colloreda 1728–1757         |                                                          |                                                          | Prokop Vojtěch Czernin z Chudenic † 1777                 | Prokop Vojtěch Czernin z Chudenic † 1777                 | Prokop Vojtěch Czernin z Chudenic † 1777 | Prokop Vojtěch Czernin z Chudenic † 1777 | Prokop Vojtěch Czernin z Chudenic † 1777        | Prokop Vojtěch Czernin z Chudenic † 1777        |                                                 |                                                 | II. Marie Tereza Rajská z Dubnic 1736–1780      | II. Marie Tereza Rajská z Dubnic 1736–1780      | II. Marie Tereza Rajská z Dubnic 1736–1780 | II. Marie Tereza Rajská z Dubnic 1736–1780 | II. Marie Tereza Rajská z Dubnic 1736–1780 | II. Marie Tereza Rajská z Dubnic 1736–1780 |                                           |                                           |                                           |                                           |  |  | I. 1. Marie Eleonora Bruntálská z Vrbna 1740/42–1789 | I. 1. Marie Eleonora Bruntálská z Vrbna 1740/42–1789 | I. 1. Marie Eleonora Bruntálská z Vrbna 1740/42–1789 | I. 1. Marie Eleonora Bruntálská z Vrbna 1740/42–1789 | I. 1. Marie Eleonora Bruntálská z Vrbna 1740/42–1789 | I. 1. Marie Eleonora Bruntálská z Vrbna 1740/42–1789 |                                         |                                         | 2. František Karel z Colloredo-Wallsee 1736–1806   | 2. František Karel z Colloredo-Wallsee 1736–1806   | 2. František Karel z Colloredo-Wallsee 1736–1806   | 2. František Karel z Colloredo-Wallsee 1736–1806   | 2. František Karel z Colloredo-Wallsee 1736–1806   | 2. František Karel z Colloredo-Wallsee 1736–1806   |                              |                              | II. Marie Viktorie z Folliot-Crenneville 1766–1845 | II. Marie Viktorie z Folliot-Crenneville 1766–1845 | II. Marie Viktorie z Folliot-Crenneville 1766–1845 | II. Marie Viktorie z Folliot-Crenneville 1766–1845 | II. Marie Viktorie z Folliot-Crenneville 1766–1845 | II. Marie Viktorie z Folliot-Crenneville 1766–1845 |                                                   |                                                   |                                                                 |                                                                 |                                                                 |                                                                 |                                                                 |                                                                 |                                                |                                                |                                                |                                                |                                                |                                                |                                                |                                                |  |  |                               |                               |                               |                               |                               |                               |  |  |
|                                                    |                                                    |                                                    |                                                    |                                                    |                                                    |                                                  |                                                  |                                                          |                                                          |                                                          |                                                          |                                                          |                                                          |                                          |                                          |                                                 |                                                 |                                                 |                                                 |                                                 |                                                 |                                            |                                            |                                            |                                            |                                           |                                           |                                           |                                           |  |  |                                                      |                                                      |                                                      |                                                      |                                                      |                                                      |                                         |                                         |                                                    |                                                    |                                                    |                                                    |                                                    |                                                    |                              |                              |                                                    |                                                    |                                                    |                                                    |                                                    |                                                    |                                                   |                                                   |                                                                 |                                                                 |                                                                 |                                                                 |                                                                 |                                                                 |                                                |                                                |                                                |                                                |                                                |                                                |                                                |                                                |  |  |                               |                               |                               |                               |                               |                               |  |  |
|                                                    |                                                    |                                                    |                                                    |                                                    |                                                    |                                                  |                                                  |                                                          |                                                          |                                                          |                                                          |                                                          |                                                          |                                          |                                          |                                                 |                                                 |                                                 |                                                 |                                                 |                                                 |                                            |                                            |                                            |                                            |                                           |                                           |                                           |                                           |  |  |                                                      |                                                      |                                                      |                                                      |                                                      |                                                      |                                         |                                         |                                                    |                                                    |                                                    |                                                    |                                                    |                                                    |                              |                              |                                                    |                                                    |                                                    |                                                    |                                                    |                                                    |                                                   |                                                   |                                                                 |                                                                 |                                                                 |                                                                 |                                                                 |                                                                 |                                                |                                                |                                                |                                                |                                                |                                                |                                                |                                                |  |  |                               |                               |                               |                               |                               |                               |  |  |
| Marie Terezie z Schönborn-Heussenstammu 1758–1838  | Marie Terezie z Schönborn-Heussenstammu 1758–1838  | Marie Terezie z Schönborn-Heussenstammu 1758–1838  | Marie Terezie z Schönborn-Heussenstammu 1758–1838  | Marie Terezie z Schönborn-Heussenstammu 1758–1838  | Marie Terezie z Schönborn-Heussenstammu 1758–1838  |                                                  |                                                  | Jan Rudolf Czernin 1757–1845 (JINDŘICHO-) HRADECKÁ VĚTEV | Jan Rudolf Czernin 1757–1845 (JINDŘICHO-) HRADECKÁ VĚTEV | Jan Rudolf Czernin 1757–1845 (JINDŘICHO-) HRADECKÁ VĚTEV | Jan Rudolf Czernin 1757–1845 (JINDŘICHO-) HRADECKÁ VĚTEV | Jan Rudolf Czernin 1757–1845 (JINDŘICHO-) HRADECKÁ VĚTEV | Jan Rudolf Czernin 1757–1845 (JINDŘICHO-) HRADECKÁ VĚTEV |                                          |                                          | Wolfgang Maria Czernin 1766–1813 VINOŘSKÁ VĚTEV | Wolfgang Maria Czernin 1766–1813 VINOŘSKÁ VĚTEV | Wolfgang Maria Czernin 1766–1813 VINOŘSKÁ VĚTEV | Wolfgang Maria Czernin 1766–1813 VINOŘSKÁ VĚTEV | Wolfgang Maria Czernin 1766–1813 VINOŘSKÁ VĚTEV | Wolfgang Maria Czernin 1766–1813 VINOŘSKÁ VĚTEV |                                            |                                            | Marie Antonie ze Salm-Neuburgu 1766–1840   | Marie Antonie ze Salm-Neuburgu 1766–1840   | Marie Antonie ze Salm-Neuburgu 1766–1840  | Marie Antonie ze Salm-Neuburgu 1766–1840  | Marie Antonie ze Salm-Neuburgu 1766–1840  | Marie Antonie ze Salm-Neuburgu 1766–1840  |  |  | I. 3. Josef z Colloredo-Wallsee 1773–1815            | I. 3. Josef z Colloredo-Wallsee 1773–1815            | I. 3. Josef z Colloredo-Wallsee 1773–1815            | I. 3. Josef z Colloredo-Wallsee 1773–1815            | I. 3. Josef z Colloredo-Wallsee 1773–1815            | I. 3. Josef z Colloredo-Wallsee 1773–1815            |                                         |                                         | 4. Rosina Hartmannová z Klarsteinu 1789–1869       | 4. Rosina Hartmannová z Klarsteinu 1789–1869       | 4. Rosina Hartmannová z Klarsteinu 1789–1869       | 4. Rosina Hartmannová z Klarsteinu 1789–1869       | 4. Rosina Hartmannová z Klarsteinu 1789–1869       | 4. Rosina Hartmannová z Klarsteinu 1789–1869       |                              |                              | II. Bedřich z Cavriani 1789–1859                   | II. Bedřich z Cavriani 1789–1859                   | II. Bedřich z Cavriani 1789–1859                   | II. Bedřich z Cavriani 1789–1859                   | II. Bedřich z Cavriani 1789–1859                   | II. Bedřich z Cavriani 1789–1859                   |                                                   |                                                   | František z Colloredo-Wallsee 1799–1859                         | František z Colloredo-Wallsee 1799–1859                         | František z Colloredo-Wallsee 1799–1859                         | František z Colloredo-Wallsee 1799–1859                         | František z Colloredo-Wallsee 1799–1859                         | František z Colloredo-Wallsee 1799–1859                         |                                                |                                                | Seweryna Sobańská † 1871                       | Seweryna Sobańská † 1871                       | Seweryna Sobańská † 1871                       | Seweryna Sobańská † 1871                       | Seweryna Sobańská † 1871                       | Seweryna Sobańská † 1871                       |  |  |                               |                               |                               |                               |                               |                               |  |  |
| Marie Terezie z Schönborn-Heussenstammu 1758–1838  | Marie Terezie z Schönborn-Heussenstammu 1758–1838  | Marie Terezie z Schönborn-Heussenstammu 1758–1838  | Marie Terezie z Schönborn-Heussenstammu 1758–1838  | Marie Terezie z Schönborn-Heussenstammu 1758–1838  | Marie Terezie z Schönborn-Heussenstammu 1758–1838  |                                                  |                                                  | Jan Rudolf Czernin 1757–1845 (JINDŘICHO-) HRADECKÁ VĚTEV | Jan Rudolf Czernin 1757–1845 (JINDŘICHO-) HRADECKÁ VĚTEV | Jan Rudolf Czernin 1757–1845 (JINDŘICHO-) HRADECKÁ VĚTEV | Jan Rudolf Czernin 1757–1845 (JINDŘICHO-) HRADECKÁ VĚTEV | Jan Rudolf Czernin 1757–1845 (JINDŘICHO-) HRADECKÁ VĚTEV | Jan Rudolf Czernin 1757–1845 (JINDŘICHO-) HRADECKÁ VĚTEV |                                          |                                          | Wolfgang Maria Czernin 1766–1813 VINOŘSKÁ VĚTEV | Wolfgang Maria Czernin 1766–1813 VINOŘSKÁ VĚTEV | Wolfgang Maria Czernin 1766–1813 VINOŘSKÁ VĚTEV | Wolfgang Maria Czernin 1766–1813 VINOŘSKÁ VĚTEV | Wolfgang Maria Czernin 1766–1813 VINOŘSKÁ VĚTEV | Wolfgang Maria Czernin 1766–1813 VINOŘSKÁ VĚTEV |                                            |                                            | Marie Antonie ze Salm-Neuburgu 1766–1840   | Marie Antonie ze Salm-Neuburgu 1766–1840   | Marie Antonie ze Salm-Neuburgu 1766–1840  | Marie Antonie ze Salm-Neuburgu 1766–1840  | Marie Antonie ze Salm-Neuburgu 1766–1840  | Marie Antonie ze Salm-Neuburgu 1766–1840  |  |  | I. 3. Josef z Colloredo-Wallsee 1773–1815            | I. 3. Josef z Colloredo-Wallsee 1773–1815            | I. 3. Josef z Colloredo-Wallsee 1773–1815            | I. 3. Josef z Colloredo-Wallsee 1773–1815            | I. 3. Josef z Colloredo-Wallsee 1773–1815            | I. 3. Josef z Colloredo-Wallsee 1773–1815            |                                         |                                         | 4. Rosina Hartmannová z Klarsteinu 1789–1869       | 4. Rosina Hartmannová z Klarsteinu 1789–1869       | 4. Rosina Hartmannová z Klarsteinu 1789–1869       | 4. Rosina Hartmannová z Klarsteinu 1789–1869       | 4. Rosina Hartmannová z Klarsteinu 1789–1869       | 4. Rosina Hartmannová z Klarsteinu 1789–1869       |                              |                              | II. Bedřich z Cavriani 1789–1859                   | II. Bedřich z Cavriani 1789–1859                   | II. Bedřich z Cavriani 1789–1859                   | II. Bedřich z Cavriani 1789–1859                   | II. Bedřich z Cavriani 1789–1859                   | II. Bedřich z Cavriani 1789–1859                   |                                                   |                                                   | František z Colloredo-Wallsee 1799–1859                         | František z Colloredo-Wallsee 1799–1859                         | František z Colloredo-Wallsee 1799–1859                         | František z Colloredo-Wallsee 1799–1859                         | František z Colloredo-Wallsee 1799–1859                         | František z Colloredo-Wallsee 1799–1859                         |                                                |                                                | Seweryna Sobańská † 1871                       | Seweryna Sobańská † 1871                       | Seweryna Sobańská † 1871                       | Seweryna Sobańská † 1871                       | Seweryna Sobańská † 1871                       | Seweryna Sobańská † 1871                       |  |  |                               |                               |                               |                               |                               |                               |  |  |
|                                                    |                                                    |                                                    |                                                    |                                                    |                                                    |                                                  |                                                  |                                                          |                                                          |                                                          |                                                          |                                                          |                                                          |                                          |                                          |                                                 |                                                 |                                                 |                                                 |                                                 |                                                 |                                            |                                            |                                            |                                            |                                           |                                           |                                           |                                           |  |  |                                                      |                                                      |                                                      |                                                      |                                                      |                                                      |                                         |                                         |                                                    |                                                    |                                                    |                                                    |                                                    |                                                    |                              |                              |                                                    |                                                    |                                                    |                                                    |                                                    |                                                    |                                                   |                                                   |                                                                 |                                                                 |                                                                 |                                                                 |                                                                 |                                                                 |                                                |                                                |                                                |                                                |                                                |                                                |                                                |                                                |  |  |                               |                               |                               |                               |                               |                               |  |  |
|                                                    |                                                    |                                                    |                                                    |                                                    |                                                    |                                                  |                                                  |                                                          |                                                          |                                                          |                                                          |                                                          |                                                          |                                          |                                          |                                                 |                                                 |                                                 |                                                 |                                                 |                                                 |                                            |                                            |                                            |                                            |                                           |                                           |                                           |                                           |  |  |                                                      |                                                      |                                                      |                                                      |                                                      |                                                      |                                         |                                         |                                                    |                                                    |                                                    |                                                    |                                                    |                                                    |                              |                              |                                                    |                                                    |                                                    |                                                    |                                                    |                                                    |                                                   |                                                   |                                                                 |                                                                 |                                                                 |                                                                 |                                                                 |                                                                 |                                                |                                                |                                                |                                                |                                                |                                                |                                                |                                                |  |  |                               |                               |                               |                               |                               |                               |  |  |
| Oktávie Czerninová 1802–1879                       | Oktávie Czerninová 1802–1879                       | Oktávie Czerninová 1802–1879                       | Oktávie Czerninová 1802–1879                       | Oktávie Czerninová 1802–1879                       | Oktávie Czerninová 1802–1879                       |                                                  |                                                  | Maxmilián Merveldt 1797–1849                             | Maxmilián Merveldt 1797–1849                             | Maxmilián Merveldt 1797–1849                             | Maxmilián Merveldt 1797–1849                             | Maxmilián Merveldt 1797–1849                             | Maxmilián Merveldt 1797–1849                             |                                          |                                          | Marie Henrietta Czerninová 1806–1872            | Marie Henrietta Czerninová 1806–1872            | Marie Henrietta Czerninová 1806–1872            | Marie Henrietta Czerninová 1806–1872            | Marie Henrietta Czerninová 1806–1872            | Marie Henrietta Czerninová 1806–1872            |                                            |                                            | Josef Kinský z Vchynic a Tetova 1806–1862  | Josef Kinský z Vchynic a Tetova 1806–1862  | Josef Kinský z Vchynic a Tetova 1806–1862 | Josef Kinský z Vchynic a Tetova 1806–1862 | Josef Kinský z Vchynic a Tetova 1806–1862 | Josef Kinský z Vchynic a Tetova 1806–1862 |  |  | Otakar Evžen (Otakar starší) Czernin 1809–1886       | Otakar Evžen (Otakar starší) Czernin 1809–1886       | Otakar Evžen (Otakar starší) Czernin 1809–1886       | Otakar Evžen (Otakar starší) Czernin 1809–1886       | Otakar Evžen (Otakar starší) Czernin 1809–1886       | Otakar Evžen (Otakar starší) Czernin 1809–1886       |                                         |                                         | 10. Rosina z Colloredo-Wallsee 1815–1874           | 10. Rosina z Colloredo-Wallsee 1815–1874           | 10. Rosina z Colloredo-Wallsee 1815–1874           | 10. Rosina z Colloredo-Wallsee 1815–1874           | 10. Rosina z Colloredo-Wallsee 1815–1874           | 10. Rosina z Colloredo-Wallsee 1815–1874           |                              |                              |                                                    |                                                    |                                                    |                                                    | Oto František Westphalen z Fürstenbergu 1807–1856  | Oto František Westphalen z Fürstenbergu 1807–1856  | Oto František Westphalen z Fürstenbergu 1807–1856 | Oto František Westphalen z Fürstenbergu 1807–1856 | Oto František Westphalen z Fürstenbergu 1807–1856               | Oto František Westphalen z Fürstenbergu 1807–1856               |                                                                 |                                                                 | Kristiana Karolína z Canitz-Dallwitz 1824–1880                  | Kristiana Karolína z Canitz-Dallwitz 1824–1880                  | Kristiana Karolína z Canitz-Dallwitz 1824–1880 | Kristiana Karolína z Canitz-Dallwitz 1824–1880 | Kristiana Karolína z Canitz-Dallwitz 1824–1880 | Kristiana Karolína z Canitz-Dallwitz 1824–1880 |                                                |                                                |                                                |                                                |  |  |                               |                               |                               |                               |                               |                               |  |  |
| Oktávie Czerninová 1802–1879                       | Oktávie Czerninová 1802–1879                       | Oktávie Czerninová 1802–1879                       | Oktávie Czerninová 1802–1879                       | Oktávie Czerninová 1802–1879                       | Oktávie Czerninová 1802–1879                       |                                                  |                                                  | Maxmilián Merveldt 1797–1849                             | Maxmilián Merveldt 1797–1849                             | Maxmilián Merveldt 1797–1849                             | Maxmilián Merveldt 1797–1849                             | Maxmilián Merveldt 1797–1849                             | Maxmilián Merveldt 1797–1849                             |                                          |                                          | Marie Henrietta Czerninová 1806–1872            | Marie Henrietta Czerninová 1806–1872            | Marie Henrietta Czerninová 1806–1872            | Marie Henrietta Czerninová 1806–1872            | Marie Henrietta Czerninová 1806–1872            | Marie Henrietta Czerninová 1806–1872            |                                            |                                            | Josef Kinský z Vchynic a Tetova 1806–1862  | Josef Kinský z Vchynic a Tetova 1806–1862  | Josef Kinský z Vchynic a Tetova 1806–1862 | Josef Kinský z Vchynic a Tetova 1806–1862 | Josef Kinský z Vchynic a Tetova 1806–1862 | Josef Kinský z Vchynic a Tetova 1806–1862 |  |  | Otakar Evžen (Otakar starší) Czernin 1809–1886       | Otakar Evžen (Otakar starší) Czernin 1809–1886       | Otakar Evžen (Otakar starší) Czernin 1809–1886       | Otakar Evžen (Otakar starší) Czernin 1809–1886       | Otakar Evžen (Otakar starší) Czernin 1809–1886       | Otakar Evžen (Otakar starší) Czernin 1809–1886       |                                         |                                         | 10. Rosina z Colloredo-Wallsee 1815–1874           | 10. Rosina z Colloredo-Wallsee 1815–1874           | 10. Rosina z Colloredo-Wallsee 1815–1874           | 10. Rosina z Colloredo-Wallsee 1815–1874           | 10. Rosina z Colloredo-Wallsee 1815–1874           | 10. Rosina z Colloredo-Wallsee 1815–1874           |                              |                              |                                                    |                                                    |                                                    |                                                    | Oto František Westphalen z Fürstenbergu 1807–1856  | Oto František Westphalen z Fürstenbergu 1807–1856  | Oto František Westphalen z Fürstenbergu 1807–1856 | Oto František Westphalen z Fürstenbergu 1807–1856 | Oto František Westphalen z Fürstenbergu 1807–1856               | Oto František Westphalen z Fürstenbergu 1807–1856               |                                                                 |                                                                 | Kristiana Karolína z Canitz-Dallwitz 1824–1880                  | Kristiana Karolína z Canitz-Dallwitz 1824–1880                  | Kristiana Karolína z Canitz-Dallwitz 1824–1880 | Kristiana Karolína z Canitz-Dallwitz 1824–1880 | Kristiana Karolína z Canitz-Dallwitz 1824–1880 | Kristiana Karolína z Canitz-Dallwitz 1824–1880 |                                                |                                                |                                                |                                                |  |  |                               |                               |                               |                               |                               |                               |  |  |
|                                                    |                                                    |                                                    |                                                    |                                                    |                                                    |                                                  |                                                  |                                                          |                                                          |                                                          |                                                          |                                                          |                                                          |                                          |                                          |                                                 |                                                 |                                                 |                                                 |                                                 |                                                 |                                            |                                            |                                            |                                            |                                           |                                           |                                           |                                           |  |  |                                                      |                                                      |                                                      |                                                      |                                                      |                                                      |                                         |                                         |                                                    |                                                    |                                                    |                                                    |                                                    |                                                    |                              |                              |                                                    |                                                    |                                                    |                                                    |                                                    |                                                    |                                                   |                                                   |                                                                 |                                                                 |                                                                 |                                                                 |                                                                 |                                                                 |                                                |                                                |                                                |                                                |                                                |                                                |                                                |                                                |  |  |                               |                               |                               |                               |                               |                               |  |  |
|                                                    |                                                    |                                                    |                                                    |                                                    |                                                    |                                                  |                                                  |                                                          |                                                          |                                                          |                                                          |                                                          |                                                          |                                          |                                          |                                                 |                                                 |                                                 |                                                 |                                                 |                                                 |                                            |                                            |                                            |                                            |                                           |                                           |                                           |                                           |  |  |                                                      |                                                      |                                                      |                                                      |                                                      |                                                      |                                         |                                         |                                                    |                                                    |                                                    |                                                    |                                                    |                                                    |                              |                              |                                                    |                                                    |                                                    |                                                    |                                                    |                                                    |                                                   |                                                   |                                                                 |                                                                 |                                                                 |                                                                 |                                                                 |                                                                 |                                                |                                                |                                                |                                                |                                                |                                                |                                                |                                                |  |  |                               |                               |                               |                               |                               |                               |  |  |
| Oktávie Czerninová 1834–1857                       | Oktávie Czerninová 1834–1857                       | Oktávie Czerninová 1834–1857                       | Oktávie Czerninová 1834–1857                       | Oktávie Czerninová 1834–1857                       | Oktávie Czerninová 1834–1857                       |                                                  |                                                  | Antonie Czerninová 1841–1874                             | Antonie Czerninová 1841–1874                             | Antonie Czerninová 1841–1874                             | Antonie Czerninová 1841–1874                             | Antonie Czerninová 1841–1874                             | Antonie Czerninová 1841–1874                             |                                          |                                          | Ferdinand z Fünfkirchenu 1834–1898              | Ferdinand z Fünfkirchenu 1834–1898              | Ferdinand z Fünfkirchenu 1834–1898              | Ferdinand z Fünfkirchenu 1834–1898              | Ferdinand z Fünfkirchenu 1834–1898              | Ferdinand z Fünfkirchenu 1834–1898              |                                            |                                            | Josef Czernin 1842–1923                    | Josef Czernin 1842–1923                    | Josef Czernin 1842–1923                   | Josef Czernin 1842–1923                   | Josef Czernin 1842–1923                   | Josef Czernin 1842–1923                   |  |  | Marie Des Fours-Walderode 1850–1923                  | Marie Des Fours-Walderode 1850–1923                  | Marie Des Fours-Walderode 1850–1923                  | Marie Des Fours-Walderode 1850–1923                  | Marie Des Fours-Walderode 1850–1923                  | Marie Des Fours-Walderode 1850–1923                  |                                         |                                         | Evžen Czernin 1851–1907                            | Evžen Czernin 1851–1907                            | Evžen Czernin 1851–1907                            | Evžen Czernin 1851–1907                            | Evžen Czernin 1851–1907                            | Evžen Czernin 1851–1907                            |                              |                              | Děpold (Theobald) Czernin 1836–1893                | Děpold (Theobald) Czernin 1836–1893                | Děpold (Theobald) Czernin 1836–1893                | Děpold (Theobald) Czernin 1836–1893                | Děpold (Theobald) Czernin 1836–1893                | Děpold (Theobald) Czernin 1836–1893                |                                                   |                                                   | 5. Anna Marie Westphalen zu Fürstenberg 1850–1924               | 5. Anna Marie Westphalen zu Fürstenberg 1850–1924               | 5. Anna Marie Westphalen zu Fürstenberg 1850–1924               | 5. Anna Marie Westphalen zu Fürstenberg 1850–1924               | 5. Anna Marie Westphalen zu Fürstenberg 1850–1924               | 5. Anna Marie Westphalen zu Fürstenberg 1850–1924               |                                                |                                                | 6. Augusta Westphalen zu Fürstenberg 1853–1931 | 6. Augusta Westphalen zu Fürstenberg 1853–1931 | 6. Augusta Westphalen zu Fürstenberg 1853–1931 | 6. Augusta Westphalen zu Fürstenberg 1853–1931 | 6. Augusta Westphalen zu Fürstenberg 1853–1931 | 6. Augusta Westphalen zu Fürstenberg 1853–1931 |  |  |                               |                               |                               |                               |                               |                               |  |  |
| Oktávie Czerninová 1834–1857                       | Oktávie Czerninová 1834–1857                       | Oktávie Czerninová 1834–1857                       | Oktávie Czerninová 1834–1857                       | Oktávie Czerninová 1834–1857                       | Oktávie Czerninová 1834–1857                       |                                                  |                                                  | Antonie Czerninová 1841–1874                             | Antonie Czerninová 1841–1874                             | Antonie Czerninová 1841–1874                             | Antonie Czerninová 1841–1874                             | Antonie Czerninová 1841–1874                             | Antonie Czerninová 1841–1874                             |                                          |                                          | Ferdinand z Fünfkirchenu 1834–1898              | Ferdinand z Fünfkirchenu 1834–1898              | Ferdinand z Fünfkirchenu 1834–1898              | Ferdinand z Fünfkirchenu 1834–1898              | Ferdinand z Fünfkirchenu 1834–1898              | Ferdinand z Fünfkirchenu 1834–1898              |                                            |                                            | Josef Czernin 1842–1923                    | Josef Czernin 1842–1923                    | Josef Czernin 1842–1923                   | Josef Czernin 1842–1923                   | Josef Czernin 1842–1923                   | Josef Czernin 1842–1923                   |  |  | Marie Des Fours-Walderode 1850–1923                  | Marie Des Fours-Walderode 1850–1923                  | Marie Des Fours-Walderode 1850–1923                  | Marie Des Fours-Walderode 1850–1923                  | Marie Des Fours-Walderode 1850–1923                  | Marie Des Fours-Walderode 1850–1923                  |                                         |                                         | Evžen Czernin 1851–1907                            | Evžen Czernin 1851–1907                            | Evžen Czernin 1851–1907                            | Evžen Czernin 1851–1907                            | Evžen Czernin 1851–1907                            | Evžen Czernin 1851–1907                            |                              |                              | Děpold (Theobald) Czernin 1836–1893                | Děpold (Theobald) Czernin 1836–1893                | Děpold (Theobald) Czernin 1836–1893                | Děpold (Theobald) Czernin 1836–1893                | Děpold (Theobald) Czernin 1836–1893                | Děpold (Theobald) Czernin 1836–1893                |                                                   |                                                   | 5. Anna Marie Westphalen zu Fürstenberg 1850–1924               | 5. Anna Marie Westphalen zu Fürstenberg 1850–1924               | 5. Anna Marie Westphalen zu Fürstenberg 1850–1924               | 5. Anna Marie Westphalen zu Fürstenberg 1850–1924               | 5. Anna Marie Westphalen zu Fürstenberg 1850–1924               | 5. Anna Marie Westphalen zu Fürstenberg 1850–1924               |                                                |                                                | 6. Augusta Westphalen zu Fürstenberg 1853–1931 | 6. Augusta Westphalen zu Fürstenberg 1853–1931 | 6. Augusta Westphalen zu Fürstenberg 1853–1931 | 6. Augusta Westphalen zu Fürstenberg 1853–1931 | 6. Augusta Westphalen zu Fürstenberg 1853–1931 | 6. Augusta Westphalen zu Fürstenberg 1853–1931 |  |  |                               |                               |                               |                               |                               |                               |  |  |
|                                                    |                                                    |                                                    |                                                    |                                                    |                                                    |                                                  |                                                  |                                                          |                                                          |                                                          |                                                          |                                                          |                                                          |                                          |                                          |                                                 |                                                 |                                                 |                                                 |                                                 |                                                 |                                            |                                            |                                            |                                            |                                           |                                           |                                           |                                           |  |  |                                                      |                                                      |                                                      |                                                      |                                                      |                                                      |                                         |                                         |                                                    |                                                    |                                                    |                                                    |                                                    |                                                    |                              |                              |                                                    |                                                    |                                                    |                                                    |                                                    |                                                    |                                                   |                                                   |                                                                 |                                                                 |                                                                 |                                                                 |                                                                 |                                                                 |                                                |                                                |                                                |                                                |                                                |                                                |                                                |                                                |  |  |                               |                               |                               |                               |                               |                               |  |  |
|                                                    |                                                    |                                                    |                                                    |                                                    |                                                    |                                                  |                                                  |                                                          |                                                          |                                                          |                                                          |                                                          |                                                          |                                          |                                          |                                                 |                                                 |                                                 |                                                 |                                                 |                                                 |                                            |                                            |                                            |                                            |                                           |                                           |                                           |                                           |  |  |                                                      |                                                      |                                                      |                                                      |                                                      |                                                      |                                         |                                         |                                                    |                                                    |                                                    |                                                    |                                                    |                                                    |                              |                              |                                                    |                                                    |                                                    |                                                    |                                                    |                                                    |                                                   |                                                   |                                                                 |                                                                 |                                                                 |                                                                 |                                                                 |                                                                 |                                                |                                                |                                                |                                                |                                                |                                                |                                                |                                                |  |  |                               |                               |                               |                               |                               |                               |  |  |
| 7. Děpold Josef Czernin 1871–1931 DYMOKURSKÁ VĚTEV | 7. Děpold Josef Czernin 1871–1931 DYMOKURSKÁ VĚTEV | 7. Děpold Josef Czernin 1871–1931 DYMOKURSKÁ VĚTEV | 7. Děpold Josef Czernin 1871–1931 DYMOKURSKÁ VĚTEV | 7. Děpold Josef Czernin 1871–1931 DYMOKURSKÁ VĚTEV | 7. Děpold Josef Czernin 1871–1931 DYMOKURSKÁ VĚTEV |                                                  |                                                  | 9. Marie Anna Kinská z Vchynic a Tetova 1885–1952        | 9. Marie Anna Kinská z Vchynic a Tetova 1885–1952        | 9. Marie Anna Kinská z Vchynic a Tetova 1885–1952        | 9. Marie Anna Kinská z Vchynic a Tetova 1885–1952        | 9. Marie Anna Kinská z Vchynic a Tetova 1885–1952        | 9. Marie Anna Kinská z Vchynic a Tetova 1885–1952        |                                          |                                          | Pavel Bedřich Czernin 1879–1938                 | Pavel Bedřich Czernin 1879–1938                 | Pavel Bedřich Czernin 1879–1938                 | Pavel Bedřich Czernin 1879–1938                 | Pavel Bedřich Czernin 1879–1938                 | Pavel Bedřich Czernin 1879–1938                 |                                            |                                            | Marie Gabriela Orsini-Rosenberg 1879–1951  | Marie Gabriela Orsini-Rosenberg 1879–1951  | Marie Gabriela Orsini-Rosenberg 1879–1951 | Marie Gabriela Orsini-Rosenberg 1879–1951 | Marie Gabriela Orsini-Rosenberg 1879–1951 | Marie Gabriela Orsini-Rosenberg 1879–1951 |  |  | Ottokar (Otakar mladší) Czernin 1872–1932            | Ottokar (Otakar mladší) Czernin 1872–1932            | Ottokar (Otakar mladší) Czernin 1872–1932            | Ottokar (Otakar mladší) Czernin 1872–1932            | Ottokar (Otakar mladší) Czernin 1872–1932            | Ottokar (Otakar mladší) Czernin 1872–1932            |                                         |                                         | Marie Klotilda Kinská z Vchynic a Tetova 1878–1945 | Marie Klotilda Kinská z Vchynic a Tetova 1878–1945 | Marie Klotilda Kinská z Vchynic a Tetova 1878–1945 | Marie Klotilda Kinská z Vchynic a Tetova 1878–1945 | Marie Klotilda Kinská z Vchynic a Tetova 1878–1945 | Marie Klotilda Kinská z Vchynic a Tetova 1878–1945 |                              |                              | I. Lucy Katherine Beckett 1884–1979                | I. Lucy Katherine Beckett 1884–1979                | I. Lucy Katherine Beckett 1884–1979                | I. Lucy Katherine Beckett 1884–1979                | I. Lucy Katherine Beckett 1884–1979                | I. Lucy Katherine Beckett 1884–1979                |                                                   |                                                   | Otto Rudolf Czernin 1875–1962                                   | Otto Rudolf Czernin 1875–1962                                   | Otto Rudolf Czernin 1875–1962                                   | Otto Rudolf Czernin 1875–1962                                   | Otto Rudolf Czernin 1875–1962                                   | Otto Rudolf Czernin 1875–1962                                   |                                                |                                                | II. Maria Lisa Pfeiffer 1899–1983              | II. Maria Lisa Pfeiffer 1899–1983              | II. Maria Lisa Pfeiffer 1899–1983              | II. Maria Lisa Pfeiffer 1899–1983              | II. Maria Lisa Pfeiffer 1899–1983              | II. Maria Lisa Pfeiffer 1899–1983              |  |  |                               |                               |                               |                               |                               |                               |  |  |
| 7. Děpold Josef Czernin 1871–1931 DYMOKURSKÁ VĚTEV | 7. Děpold Josef Czernin 1871–1931 DYMOKURSKÁ VĚTEV | 7. Děpold Josef Czernin 1871–1931 DYMOKURSKÁ VĚTEV | 7. Děpold Josef Czernin 1871–1931 DYMOKURSKÁ VĚTEV | 7. Děpold Josef Czernin 1871–1931 DYMOKURSKÁ VĚTEV | 7. Děpold Josef Czernin 1871–1931 DYMOKURSKÁ VĚTEV |                                                  |                                                  | 9. Marie Anna Kinská z Vchynic a Tetova 1885–1952        | 9. Marie Anna Kinská z Vchynic a Tetova 1885–1952        | 9. Marie Anna Kinská z Vchynic a Tetova 1885–1952        | 9. Marie Anna Kinská z Vchynic a Tetova 1885–1952        | 9. Marie Anna Kinská z Vchynic a Tetova 1885–1952        | 9. Marie Anna Kinská z Vchynic a Tetova 1885–1952        |                                          |                                          | Pavel Bedřich Czernin 1879–1938                 | Pavel Bedřich Czernin 1879–1938                 | Pavel Bedřich Czernin 1879–1938                 | Pavel Bedřich Czernin 1879–1938                 | Pavel Bedřich Czernin 1879–1938                 | Pavel Bedřich Czernin 1879–1938                 |                                            |                                            | Marie Gabriela Orsini-Rosenberg 1879–1951  | Marie Gabriela Orsini-Rosenberg 1879–1951  | Marie Gabriela Orsini-Rosenberg 1879–1951 | Marie Gabriela Orsini-Rosenberg 1879–1951 | Marie Gabriela Orsini-Rosenberg 1879–1951 | Marie Gabriela Orsini-Rosenberg 1879–1951 |  |  | Ottokar (Otakar mladší) Czernin 1872–1932            | Ottokar (Otakar mladší) Czernin 1872–1932            | Ottokar (Otakar mladší) Czernin 1872–1932            | Ottokar (Otakar mladší) Czernin 1872–1932            | Ottokar (Otakar mladší) Czernin 1872–1932            | Ottokar (Otakar mladší) Czernin 1872–1932            |                                         |                                         | Marie Klotilda Kinská z Vchynic a Tetova 1878–1945 | Marie Klotilda Kinská z Vchynic a Tetova 1878–1945 | Marie Klotilda Kinská z Vchynic a Tetova 1878–1945 | Marie Klotilda Kinská z Vchynic a Tetova 1878–1945 | Marie Klotilda Kinská z Vchynic a Tetova 1878–1945 | Marie Klotilda Kinská z Vchynic a Tetova 1878–1945 |                              |                              | I. Lucy Katherine Beckett 1884–1979                | I. Lucy Katherine Beckett 1884–1979                | I. Lucy Katherine Beckett 1884–1979                | I. Lucy Katherine Beckett 1884–1979                | I. Lucy Katherine Beckett 1884–1979                | I. Lucy Katherine Beckett 1884–1979                |                                                   |                                                   | Otto Rudolf Czernin 1875–1962                                   | Otto Rudolf Czernin 1875–1962                                   | Otto Rudolf Czernin 1875–1962                                   | Otto Rudolf Czernin 1875–1962                                   | Otto Rudolf Czernin 1875–1962                                   | Otto Rudolf Czernin 1875–1962                                   |                                                |                                                | II. Maria Lisa Pfeiffer 1899–1983              | II. Maria Lisa Pfeiffer 1899–1983              | II. Maria Lisa Pfeiffer 1899–1983              | II. Maria Lisa Pfeiffer 1899–1983              | II. Maria Lisa Pfeiffer 1899–1983              | II. Maria Lisa Pfeiffer 1899–1983              |  |  |                               |                               |                               |                               |                               |                               |  |  |
|                                                    |                                                    |                                                    |                                                    |                                                    |                                                    |                                                  |                                                  |                                                          |                                                          |                                                          |                                                          |                                                          |                                                          |                                          |                                          |                                                 |                                                 |                                                 |                                                 |                                                 |                                                 |                                            |                                            |                                            |                                            |                                           |                                           |                                           |                                           |  |  |                                                      |                                                      |                                                      |                                                      |                                                      |                                                      |                                         |                                         |                                                    |                                                    |                                                    |                                                    |                                                    |                                                    |                              |                              |                                                    |                                                    |                                                    |                                                    |                                                    |                                                    |                                                   |                                                   |                                                                 |                                                                 |                                                                 |                                                                 |                                                                 |                                                                 |                                                |                                                |                                                |                                                |                                                |                                                |                                                |                                                |  |  |                               |                               |                               |                               |                               |                               |  |  |
|                                                    |                                                    |                                                    |                                                    |                                                    |                                                    |                                                  |                                                  |                                                          |                                                          |                                                          |                                                          |                                                          |                                                          |                                          |                                          |                                                 |                                                 |                                                 |                                                 |                                                 |                                                 |                                            |                                            |                                            |                                            |                                           |                                           |                                           |                                           |  |  |                                                      |                                                      |                                                      |                                                      |                                                      |                                                      |                                         |                                         |                                                    |                                                    |                                                    |                                                    |                                                    |                                                    |                              |                              |                                                    |                                                    |                                                    |                                                    |                                                    |                                                    |                                                   |                                                   |                                                                 |                                                                 |                                                                 |                                                                 |                                                                 |                                                                 |                                                |                                                |                                                |                                                |                                                |                                                |                                                |                                                |  |  |                               |                               |                               |                               |                               |                               |  |  |
| 10. Rudolf Děpold Czernin 1904–1984                | 10. Rudolf Děpold Czernin 1904–1984                | 10. Rudolf Děpold Czernin 1904–1984                | 10. Rudolf Děpold Czernin 1904–1984                | 10. Rudolf Děpold Czernin 1904–1984                | 10. Rudolf Děpold Czernin 1904–1984                |                                                  |                                                  | 11. Friderike, roz. Wenckheimová 1911–1991               | 11. Friderike, roz. Wenckheimová 1911–1991               | 11. Friderike, roz. Wenckheimová 1911–1991               | 11. Friderike, roz. Wenckheimová 1911–1991               | 11. Friderike, roz. Wenckheimová 1911–1991               | 11. Friderike, roz. Wenckheimová 1911–1991               |                                          |                                          | 13. Marie Felicitas Czerninová 1909–1994        | 13. Marie Felicitas Czerninová 1909–1994        | 13. Marie Felicitas Czerninová 1909–1994        | 13. Marie Felicitas Czerninová 1909–1994        | 13. Marie Felicitas Czerninová 1909–1994        | 13. Marie Felicitas Czerninová 1909–1994        |                                            |                                            | 8. Humprecht Ottokar Czernin 1909–1944     | 8. Humprecht Ottokar Czernin 1909–1944     | 8. Humprecht Ottokar Czernin 1909–1944    | 8. Humprecht Ottokar Czernin 1909–1944    | 8. Humprecht Ottokar Czernin 1909–1944    | 8. Humprecht Ottokar Czernin 1909–1944    |  |  | Maria Ida, roz. Lobkowiczová 1917–2002               | Maria Ida, roz. Lobkowiczová 1917–2002               | Maria Ida, roz. Lobkowiczová 1917–2002               | Maria Ida, roz. Lobkowiczová 1917–2002               | Maria Ida, roz. Lobkowiczová 1917–2002               | Maria Ida, roz. Lobkowiczová 1917–2002               |                                         |                                         | Emma Czerninová */† 1911                           | Emma Czerninová */† 1911                           | Emma Czerninová */† 1911                           | Emma Czerninová */† 1911                           | Emma Czerninová */† 1911                           | Emma Czerninová */† 1911                           |                              |                              | 12. Edmund Czernin 1907–1994                       | 12. Edmund Czernin 1907–1994                       | 12. Edmund Czernin 1907–1994                       | 12. Edmund Czernin 1907–1994                       | 12. Edmund Czernin 1907–1994                       | 12. Edmund Czernin 1907–1994                       |                                                   |                                                   | Maria del Carmo de Almeida e Noronha de Azevedo Coutinho 1927–? | Maria del Carmo de Almeida e Noronha de Azevedo Coutinho 1927–? | Maria del Carmo de Almeida e Noronha de Azevedo Coutinho 1927–? | Maria del Carmo de Almeida e Noronha de Azevedo Coutinho 1927–? | Maria del Carmo de Almeida e Noronha de Azevedo Coutinho 1927–? | Maria del Carmo de Almeida e Noronha de Azevedo Coutinho 1927–? |                                                |                                                | Manfred Beckett Czernin 1913–1962              | Manfred Beckett Czernin 1913–1962              | Manfred Beckett Czernin 1913–1962              | Manfred Beckett Czernin 1913–1962              | Manfred Beckett Czernin 1913–1962              | Manfred Beckett Czernin 1913–1962              |  |  | Maud Sarah Hamilton 1917–1995 | Maud Sarah Hamilton 1917–1995 | Maud Sarah Hamilton 1917–1995 | Maud Sarah Hamilton 1917–1995 | Maud Sarah Hamilton 1917–1995 | Maud Sarah Hamilton 1917–1995 |  |  |
| 10. Rudolf Děpold Czernin 1904–1984                | 10. Rudolf Děpold Czernin 1904–1984                | 10. Rudolf Děpold Czernin 1904–1984                | 10. Rudolf Děpold Czernin 1904–1984                | 10. Rudolf Děpold Czernin 1904–1984                | 10. Rudolf Děpold Czernin 1904–1984                |                                                  |                                                  | 11. Friderike, roz. Wenckheimová 1911–1991               | 11. Friderike, roz. Wenckheimová 1911–1991               | 11. Friderike, roz. Wenckheimová 1911–1991               | 11. Friderike, roz. Wenckheimová 1911–1991               | 11. Friderike, roz. Wenckheimová 1911–1991               | 11. Friderike, roz. Wenckheimová 1911–1991               |                                          |                                          | 13. Marie Felicitas Czerninová 1909–1994        | 13. Marie Felicitas Czerninová 1909–1994        | 13. Marie Felicitas Czerninová 1909–1994        | 13. Marie Felicitas Czerninová 1909–1994        | 13. Marie Felicitas Czerninová 1909–1994        | 13. Marie Felicitas Czerninová 1909–1994        |                                            |                                            | 8. Humprecht Ottokar Czernin 1909–1944     | 8. Humprecht Ottokar Czernin 1909–1944     | 8. Humprecht Ottokar Czernin 1909–1944    | 8. Humprecht Ottokar Czernin 1909–1944    | 8. Humprecht Ottokar Czernin 1909–1944    | 8. Humprecht Ottokar Czernin 1909–1944    |  |  | Maria Ida, roz. Lobkowiczová 1917–2002               | Maria Ida, roz. Lobkowiczová 1917–2002               | Maria Ida, roz. Lobkowiczová 1917–2002               | Maria Ida, roz. Lobkowiczová 1917–2002               | Maria Ida, roz. Lobkowiczová 1917–2002               | Maria Ida, roz. Lobkowiczová 1917–2002               |                                         |                                         | Emma Czerninová */† 1911                           | Emma Czerninová */† 1911                           | Emma Czerninová */† 1911                           | Emma Czerninová */† 1911                           | Emma Czerninová */† 1911                           | Emma Czerninová */† 1911                           |                              |                              | 12. Edmund Czernin 1907–1994                       | 12. Edmund Czernin 1907–1994                       | 12. Edmund Czernin 1907–1994                       | 12. Edmund Czernin 1907–1994                       | 12. Edmund Czernin 1907–1994                       | 12. Edmund Czernin 1907–1994                       |                                                   |                                                   | Maria del Carmo de Almeida e Noronha de Azevedo Coutinho 1927–? | Maria del Carmo de Almeida e Noronha de Azevedo Coutinho 1927–? | Maria del Carmo de Almeida e Noronha de Azevedo Coutinho 1927–? | Maria del Carmo de Almeida e Noronha de Azevedo Coutinho 1927–? | Maria del Carmo de Almeida e Noronha de Azevedo Coutinho 1927–? | Maria del Carmo de Almeida e Noronha de Azevedo Coutinho 1927–? |                                                |                                                | Manfred Beckett Czernin 1913–1962              | Manfred Beckett Czernin 1913–1962              | Manfred Beckett Czernin 1913–1962              | Manfred Beckett Czernin 1913–1962              | Manfred Beckett Czernin 1913–1962              | Manfred Beckett Czernin 1913–1962              |  |  | Maud Sarah Hamilton 1917–1995 | Maud Sarah Hamilton 1917–1995 | Maud Sarah Hamilton 1917–1995 | Maud Sarah Hamilton 1917–1995 | Maud Sarah Hamilton 1917–1995 | Maud Sarah Hamilton 1917–1995 |  |  |
|                                                    |                                                    |                                                    |                                                    |                                                    |                                                    |                                                  |                                                  |                                                          |                                                          |                                                          |                                                          |                                                          |                                                          |                                          |                                          |                                                 |                                                 |                                                 |                                                 |                                                 |                                                 |                                            |                                            |                                            |                                            |                                           |                                           |                                           |                                           |  |  |                                                      |                                                      |                                                      |                                                      |                                                      |                                                      |                                         |                                         |                                                    |                                                    |                                                    |                                                    |                                                    |                                                    |                              |                              |                                                    |                                                    |                                                    |                                                    |                                                    |                                                    |                                                   |                                                   |                                                                 |                                                                 |                                                                 |                                                                 |                                                                 |                                                                 |                                                |                                                |                                                |                                                |                                                |                                                |                                                |                                                |  |  |                               |                               |                               |                               |                               |                               |  |  |
|                                                    |                                                    |                                                    |                                                    |                                                    |                                                    |                                                  |                                                  |                                                          |                                                          |                                                          |                                                          |                                                          |                                                          |                                          |                                          |                                                 |                                                 |                                                 |                                                 |                                                 |                                                 |                                            |                                            |                                            |                                            |                                           |                                           |                                           |                                           |  |  |                                                      |                                                      |                                                      |                                                      |                                                      |                                                      |                                         |                                         |                                                    |                                                    |                                                    |                                                    |                                                    |                                                    |                              |                              |                                                    |                                                    |                                                    |                                                    |                                                    |                                                    |                                                   |                                                   |                                                                 |                                                                 |                                                                 |                                                                 |                                                                 |                                                                 |                                                |                                                |                                                |                                                |                                                |                                                |                                                |                                                |  |  |                               |                               |                               |                               |                               |                               |  |  |
| 14. Theobald Czernin 1936–2015                     | 14. Theobald Czernin 1936–2015                     | 14. Theobald Czernin 1936–2015                     | 14. Theobald Czernin 1936–2015                     | 14. Theobald Czernin 1936–2015                     | 14. Theobald Czernin 1936–2015                     |                                                  |                                                  | Polyxena, roz. Lobkowiczová * 1941                       | Polyxena, roz. Lobkowiczová * 1941                       | Polyxena, roz. Lobkowiczová * 1941                       | Polyxena, roz. Lobkowiczová * 1941                       | Polyxena, roz. Lobkowiczová * 1941                       | Polyxena, roz. Lobkowiczová * 1941                       |                                          |                                          | I. František Machek 1936–1987                   | I. František Machek 1936–1987                   | I. František Machek 1936–1987                   | I. František Machek 1936–1987                   | I. František Machek 1936–1987                   | I. František Machek 1936–1987                   |                                            |                                            | Rosina Marie, roz. Czerninová * 1939       | Rosina Marie, roz. Czerninová * 1939       | Rosina Marie, roz. Czerninová * 1939      | Rosina Marie, roz. Czerninová * 1939      | Rosina Marie, roz. Czerninová * 1939      | Rosina Marie, roz. Czerninová * 1939      |  |  | II. Franz Hösch 1932–?                               | II. Franz Hösch 1932–?                               | II. Franz Hösch 1932–?                               | II. Franz Hösch 1932–?                               | II. Franz Hösch 1932–?                               | II. Franz Hösch 1932–?                               |                                         |                                         | Diviš Czernin * 1942                               | Diviš Czernin * 1942                               | Diviš Czernin * 1942                               | Diviš Czernin * 1942                               | Diviš Czernin * 1942                               | Diviš Czernin * 1942                               |                              |                              | Helene, roz. von Blaas * 1959                      | Helene, roz. von Blaas * 1959                      | Helene, roz. von Blaas * 1959                      | Helene, roz. von Blaas * 1959                      | Helene, roz. von Blaas * 1959                      | Helene, roz. von Blaas * 1959                      |                                                   |                                                   |                                                                 |                                                                 |                                                                 |                                                                 |                                                                 |                                                                 |                                                |                                                |                                                |                                                |                                                |                                                |                                                |                                                |  |  |                               |                               |                               |                               |                               |                               |  |  |
| 14. Theobald Czernin 1936–2015                     | 14. Theobald Czernin 1936–2015                     | 14. Theobald Czernin 1936–2015                     | 14. Theobald Czernin 1936–2015                     | 14. Theobald Czernin 1936–2015                     | 14. Theobald Czernin 1936–2015                     |                                                  |                                                  | Polyxena, roz. Lobkowiczová * 1941                       | Polyxena, roz. Lobkowiczová * 1941                       | Polyxena, roz. Lobkowiczová * 1941                       | Polyxena, roz. Lobkowiczová * 1941                       | Polyxena, roz. Lobkowiczová * 1941                       | Polyxena, roz. Lobkowiczová * 1941                       |                                          |                                          | I. František Machek 1936–1987                   | I. František Machek 1936–1987                   | I. František Machek 1936–1987                   | I. František Machek 1936–1987                   | I. František Machek 1936–1987                   | I. František Machek 1936–1987                   |                                            |                                            | Rosina Marie, roz. Czerninová * 1939       | Rosina Marie, roz. Czerninová * 1939       | Rosina Marie, roz. Czerninová * 1939      | Rosina Marie, roz. Czerninová * 1939      | Rosina Marie, roz. Czerninová * 1939      | Rosina Marie, roz. Czerninová * 1939      |  |  | II. Franz Hösch 1932–?                               | II. Franz Hösch 1932–?                               | II. Franz Hösch 1932–?                               | II. Franz Hösch 1932–?                               | II. Franz Hösch 1932–?                               | II. Franz Hösch 1932–?                               |                                         |                                         | Diviš Czernin * 1942                               | Diviš Czernin * 1942                               | Diviš Czernin * 1942                               | Diviš Czernin * 1942                               | Diviš Czernin * 1942                               | Diviš Czernin * 1942                               |                              |                              | Helene, roz. von Blaas * 1959                      | Helene, roz. von Blaas * 1959                      | Helene, roz. von Blaas * 1959                      | Helene, roz. von Blaas * 1959                      | Helene, roz. von Blaas * 1959                      | Helene, roz. von Blaas * 1959                      |                                                   |                                                   |                                                                 |                                                                 |                                                                 |                                                                 |                                                                 |                                                                 |                                                |                                                |                                                |                                                |                                                |                                                |                                                |                                                |  |  |                               |                               |                               |                               |                               |                               |  |  |
|                                                    |                                                    |                                                    |                                                    |                                                    |                                                    |                                                  |                                                  |                                                          |                                                          |                                                          |                                                          |                                                          |                                                          |                                          |                                          |                                                 |                                                 |                                                 |                                                 |                                                 |                                                 |                                            |                                            |                                            |                                            |                                           |                                           |                                           |                                           |  |  |                                                      |                                                      |                                                      |                                                      |                                                      |                                                      |                                         |                                         |                                                    |                                                    |                                                    |                                                    |                                                    |                                                    |                              |                              |                                                    |                                                    |                                                    |                                                    |                                                    |                                                    |                                                   |                                                   |                                                                 |                                                                 |                                                                 |                                                                 |                                                                 |                                                                 |                                                |                                                |                                                |                                                |                                                |                                                |                                                |                                                |  |  |                               |                               |                               |                               |                               |                               |  |  |
|                                                    |                                                    |                                                    |                                                    |                                                    |                                                    |                                                  |                                                  |                                                          |                                                          |                                                          |                                                          |                                                          |                                                          |                                          |                                          |                                                 |                                                 |                                                 |                                                 |                                                 |                                                 |                                            |                                            |                                            |                                            |                                           |                                           |                                           |                                           |  |  |                                                      |                                                      |                                                      |                                                      |                                                      |                                                      |                                         |                                         |                                                    |                                                    |                                                    |                                                    |                                                    |                                                    |                              |                              |                                                    |                                                    |                                                    |                                                    |                                                    |                                                    |                                                   |                                                   |                                                                 |                                                                 |                                                                 |                                                                 |                                                                 |                                                                 |                                                |                                                |                                                |                                                |                                                |                                                |                                                |                                                |  |  |                               |                               |                               |                               |                               |                               |  |  |
| Tomáš Czernin * 1962                               | Tomáš Czernin * 1962                               | Tomáš Czernin * 1962                               | Tomáš Czernin * 1962                               | Tomáš Czernin * 1962                               | Tomáš Czernin * 1962                               |                                                  |                                                  | Ursula, roz. Piringer * 1959                             | Ursula, roz. Piringer * 1959                             | Ursula, roz. Piringer * 1959                             | Ursula, roz. Piringer * 1959                             | Ursula, roz. Piringer * 1959                             | Ursula, roz. Piringer * 1959                             |                                          |                                          | Terezie, roz. Czerninová * 1964                 | Terezie, roz. Czerninová * 1964                 | Terezie, roz. Czerninová * 1964                 | Terezie, roz. Czerninová * 1964                 | Terezie, roz. Czerninová * 1964                 | Terezie, roz. Czerninová * 1964                 |                                            |                                            | Hartwig Koch * 1960                        | Hartwig Koch * 1960                        | Hartwig Koch * 1960                       | Hartwig Koch * 1960                       | Hartwig Koch * 1960                       | Hartwig Koch * 1960                       |  |  | Děpold Czernin * 1969                                | Děpold Czernin * 1969                                | Děpold Czernin * 1969                                | Děpold Czernin * 1969                                | Děpold Czernin * 1969                                | Děpold Czernin * 1969                                |                                         |                                         | Štěpánka, roz. Štoffová * 1970                     | Štěpánka, roz. Štoffová * 1970                     | Štěpánka, roz. Štoffová * 1970                     | Štěpánka, roz. Štoffová * 1970                     | Štěpánka, roz. Štoffová * 1970                     | Štěpánka, roz. Štoffová * 1970                     |                              |                              | Jan Nepomuk Czernin * 1972                         | Jan Nepomuk Czernin * 1972                         | Jan Nepomuk Czernin * 1972                         | Jan Nepomuk Czernin * 1972                         | Jan Nepomuk Czernin * 1972                         | Jan Nepomuk Czernin * 1972                         |                                                   |                                                   | Gabriela, roz. Czerninová * 1975                                | Gabriela, roz. Czerninová * 1975                                | Gabriela, roz. Czerninová * 1975                                | Gabriela, roz. Czerninová * 1975                                | Gabriela, roz. Czerninová * 1975                                | Gabriela, roz. Czerninová * 1975                                |                                                |                                                | Oliver Kliegl * 1968                           | Oliver Kliegl * 1968                           | Oliver Kliegl * 1968                           | Oliver Kliegl * 1968                           | Oliver Kliegl * 1968                           | Oliver Kliegl * 1968                           |  |  |                               |                               |                               |                               |                               |                               |  |  |
| Tomáš Czernin * 1962                               | Tomáš Czernin * 1962                               | Tomáš Czernin * 1962                               | Tomáš Czernin * 1962                               | Tomáš Czernin * 1962                               | Tomáš Czernin * 1962                               |                                                  |                                                  | Ursula, roz. Piringer * 1959                             | Ursula, roz. Piringer * 1959                             | Ursula, roz. Piringer * 1959                             | Ursula, roz. Piringer * 1959                             | Ursula, roz. Piringer * 1959                             | Ursula, roz. Piringer * 1959                             |                                          |                                          | Terezie, roz. Czerninová * 1964                 | Terezie, roz. Czerninová * 1964                 | Terezie, roz. Czerninová * 1964                 | Terezie, roz. Czerninová * 1964                 | Terezie, roz. Czerninová * 1964                 | Terezie, roz. Czerninová * 1964                 |                                            |                                            | Hartwig Koch * 1960                        | Hartwig Koch * 1960                        | Hartwig Koch * 1960                       | Hartwig Koch * 1960                       | Hartwig Koch * 1960                       | Hartwig Koch * 1960                       |  |  | Děpold Czernin * 1969                                | Děpold Czernin * 1969                                | Děpold Czernin * 1969                                | Děpold Czernin * 1969                                | Děpold Czernin * 1969                                | Děpold Czernin * 1969                                |                                         |                                         | Štěpánka, roz. Štoffová * 1970                     | Štěpánka, roz. Štoffová * 1970                     | Štěpánka, roz. Štoffová * 1970                     | Štěpánka, roz. Štoffová * 1970                     | Štěpánka, roz. Štoffová * 1970                     | Štěpánka, roz. Štoffová * 1970                     |                              |                              | Jan Nepomuk Czernin * 1972                         | Jan Nepomuk Czernin * 1972                         | Jan Nepomuk Czernin * 1972                         | Jan Nepomuk Czernin * 1972                         | Jan Nepomuk Czernin * 1972                         | Jan Nepomuk Czernin * 1972                         |                                                   |                                                   | Gabriela, roz. Czerninová * 1975                                | Gabriela, roz. Czerninová * 1975                                | Gabriela, roz. Czerninová * 1975                                | Gabriela, roz. Czerninová * 1975                                | Gabriela, roz. Czerninová * 1975                                | Gabriela, roz. Czerninová * 1975                                |                                                |                                                | Oliver Kliegl * 1968                           | Oliver Kliegl * 1968                           | Oliver Kliegl * 1968                           | Oliver Kliegl * 1968                           | Oliver Kliegl * 1968                           | Oliver Kliegl * 1968                           |  |  |                               |                               |                               |                               |                               |                               |  |  |

### Nápisy na náhrobcích
Na náhrobcích jsou nápisy. Od vchodu zleva ve směru hodinových ručiček:

Rudolf hr. Czernin z Chudenic 

25. 8. 1904     16. 5. 1984 

Friderika hr. Czerninová roz. hr. Wenckheimová

6. 1. 1911       5. 7. 1991 

Humprecht hr. Czernin z Chudenic 

9. 2. 1909       19. 9. 1944

Theobaldus Jos. 

Com. Czernin de Chudenic 

n. 3. VI. 1871     ob. 24. XII. 1931 

Dominus Dymokury et. Hlušice 

ac 

Domna Maria Czernin

nata Com. Kinsky 

de Vchynie et. Tetov 

n 21. V. 1885       ob. 3. VII. 1952 

Marie hr. Czerninová z Chudenic 

 * 20. 11. 1906     † 5. 12. 1994 

Na náhrobku nejdříve pohřbených je uvedeno latinsky:

+++ Hic requiescunt in Domine, Eleonora com. Colloredo-Wallse e com. Wrbna de Freudenthal 
nata die II. juni MDCCXLII obitt die II. aprili MDCCLXXXIX 

Franciscus Car: com: Colloredo-Wallsee Dominus in Dymokur n. die XVIII. maii MDCCXXXVI 
o. die X. martii MDCCCVI 

Josephus com. Colloredo-Wallsee Dominus in Dymokur n. die XXIX. julii MDCCLXVIII o. die 
XXVII. januarii MDCCCXV ejusque uxor 

Rosina alteris nuptiis com. Cavriani e. com. Hartmann de Klarstein n. die XXVII. oct. 
MDCCLXXXIV o. die XXI martii MDCCCXXIX +

Augusta 

com. Westphalen-Fürstenberg 

n. 24. VIII. 1853         ob. 26. X. 1931 

Paul Czernin má svůj hrob v Rakousku, proto se v jeho případě (pravděpodobně) jedná pouze o kenotaf.

Paul Grf. Czernin z Chudenic 

4. 6. 1879         17. 1. 1938 

Edmund hr. Czernin z Chudenic 

31. 5. 1907       13. 10. 1994

Theobald hrabě Czernin z Chudenic 

× 7. 7. 1936         † 12. 7. 2015